# Stazione di Squinzano
Stazione di Squinzano vasútállomás Olaszországban, Puglia régióban, Squinzano településen.

## Vasútvonalak
Az állomást az alábbi vasútvonalak érintik:
- Ancona–Lecce-vasútvonal

## Kapcsolódó állomások
A vasútállomáshoz az alábbi állomások vannak a legközelebb: 
- Stazione di San Pietro Vernotico
- Stazione di Trepuzzi